# Tungnafell
Tungnafell är ett berg i republiken Island. Det ligger i regionen Norðurland eystra, 210 km öster om huvudstaden Reykjavík. Toppen på Tungnafell är 1 397 meter över havet.
Trakten runt Tungnafell är nära nog obefolkad, med mindre än två invånare per kvadratkilometer. Det finns inga samhällen i närheten. Trakten runt Tungnafell är permanent täckt av is och snö.